# Eosinofilia familiare
L'eosinofilia familiare è una rara malattia congenita caratterizzata da elevato numero di eosinofili nel sangue per lunghi periodi (cioè 500-1500 / microlitro) o, molto più comunemente, ipereosinofilia (cioè> 1500 / microlitro). Sebbene valori elevati di eosinofili siano associati a determinate malattie, si ritiene che contribuiscano alla distruzione di tessuti riscontrata in molte altre malattie correlate all'eosinofilia (vedi eosinofilia clonale). Questa malattia genetica in genere ha un fenotipo e un decorso benigno rispetto ad altre malattie eosinofiliche congenite e acquisite.

## Presentazione
Gli individui con eosinofilia familiare presentano ipereosinofilia presumibilmente dalla nascita (prima documentazione a 4 mesi di età). Livelli elevati di eosinofili nel sangue sono notevolmente stabili nel tempo nei membri della famiglia colpita. Questi individui vengono generalmente rilevati sulla conta delle cellule del sangue di routine e al momento della diagnosi si presentano senza sintomi. La conta delle cellule del sangue è in genere normale ad eccezione degli eosinofili che variano da ~ 2000 a 5000 cellule / microlitro (normalità: <450 cellule / microlitro). Gli strisci di sangue periferico hanno rivelato che gli eosinofili hanno morfologia normale, che non si riscontra negli altri tipi di ipereosinofilia che presentano cellule immature ed eosinofili con aree di schiarimento citoplasmatico. Cambiamenti ultrastrutturali caratteristici dell'attivazione degli eosinofili (ad es. degranulazione e aumento dei corpi lipidici ), elevati livelli sierici di neurotossina derivata dagli eosinofili e proteina basica maggiore, aumento dell'espressione del marcatore per l'attivazione delle cellule T e della catena alfa del recettore dell'interleuchina-2 sono assenti in soggetti con eosinofilia familiare ma comuni in altri tipi di ipereosinofilia.
La diagnosi di eosinofilia familiare si basa su a) consulenza genetica; b) esclusione dell' "eosinofilia acquisita in famiglia" (da parassiti); c) mancanza di distruzione dei tessuti indotta da eosinofili come quella che si verifica nella sindrome ipereosinofila; d) assenza di segni o sintomi di altre eosinofilie ereditarie (ad es. sindrome da iperimmunoglobulina E, sindrome di Omenn), sindrome di Wiskott-Aldrich e numerose altre sindromi da immunodeficienza primaria ); ed e) mancanza di prove per eosinofilie reattive (ad es. legate all'allergia ), eosinofilie neoplastiche (ad es. leucemia eosinofila, eosinofilia clonale ) o eosinofila associate a varie neoplasie ematologiche e non ematologiche (vedasi cause di eosinofilia).

## Genetica
L'eosinofilia familiare è un disturbo autosomico dominante. Gli studi hanno localizzato il gene responsabile di questa malattia nel cromosoma 5 nella posizione q31-q33, tra i marker D5S642 e D5S816. Studi su altri disturbi associati ad alti livelli di eosinofili nel sangue (ad esempio asma infantile, schistosomiasi ) hanno parimenti collegato l'eosinofilia all'area q31-q33 del cromosoma 5. La regione 5q31-q33 contiene un cluster genico di citochine che include geni per interleuchina 3, interleuchina 5 e fattore stimolante le colonie di granulociti-macrofagi . Ognuno di questi geni ha la funzione di promuovere la proliferazione e la differenziazione delle cellule precursori degli eosinofili. Tuttavia, non sono stati trovati polimorfismi genetici nei promotori, esoni o introni di questi 3 geni o nel potenziatore IL-3 / GM-CSF delle regioni.  Oltre a questi studi, 8 membri affetti da eosinofilia familiare presentavano sangue periferico o cellule del midollo osseo presentanti la stessa anomalia cromosomica: un'inversione pericentrica del cromosoma 10, inv (10) (p11.2q21.2). Il significato e la relazione di questa inversione nell'eosinofilia familiare non è chiaro.

## Trattamento
Poiché i dati longitudinali, inclusi i conteggi degli eosinofili ottenuti in periodi di 20-30 anni da alcuni membri della famiglia, mostrano una notevole stabilità nella conta assoluta degli eosinofili senza evidenza di malattia attribuibile alla lesione dei tessuti, le terapie per ridurre la conta degli eosinofili come corticosteroidi, inibitori della tirosin-chinasi e anticorpi diretti contro l'interleuchina 5 non sono in genere usati. Un paziente con grave danno cardiaco è stato trattato con un corticosteroide con esito infausto. L'eosinofilia familiare non associata a possibili lesioni tissutali correlate agli eosinofili non richiede trattamento. In tutti i casi, tuttavia, è fortemente raccomandato un regolare follow-up del disturbo.